# Avaré
Avaré es una ciudad en el estado de São Paulo, Brasil, situada a 270 km de la capital.  Fundada el 15 de septiembre de 1861 por el alcalde Vitoriano de Souza Rocha y Domiciano Santana, la ciudad se ha ido desarrollando alrededor de la capilla de Nuestra Señora da Morte Boa. 
La población en 2010 estaba en torno a los 83.000 habitantes. Su economía está basada en la agricultura, ranchos de ganado y el turismo. Entre sus atracciones se incluye la represa de Jurumirim. 

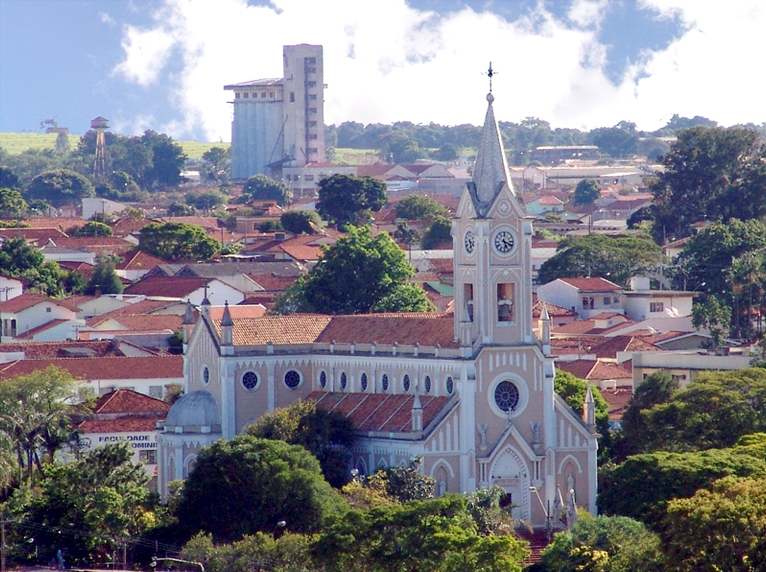
Santuario de Nuestra Señora de los Dolores de Avaré.

El turismo es un importante aspecto en Avaré, que actualmente en realidad es un enorme rancho. Eventos tradicionales acontecen a lo largo de todo el año. Eventos tal como la Feira das Nações (la Feria de las Naciones), donde se sirven comidas típicas de varios países del mundo, y la FAMPOP, (Feria Brasileña de Música Popular), cuyo objetivo es mostrar y premiar a los músicos, cantantes y compositores del momento. 
Los atractivos naturales tales como Terra da Água, do Verde e do Sol (Tierra del agua, de lo verde y del sol) también atraen turistas, así como el mayor embalse de Avaré.

## Geografía

### Demografía
Censo (2010)

#### Población residente
- Total: 67.935
  - hombres: 33.134
  - mujeres: 35.201
    - urbana: 62.721
    - rural: 6.543

#### Población residente mayor de diez años de edad
- Total: 63.581
  - alfabetizada: 59.443
  - taxa de alfabetización: 93,5%

### Municipios limítrofes

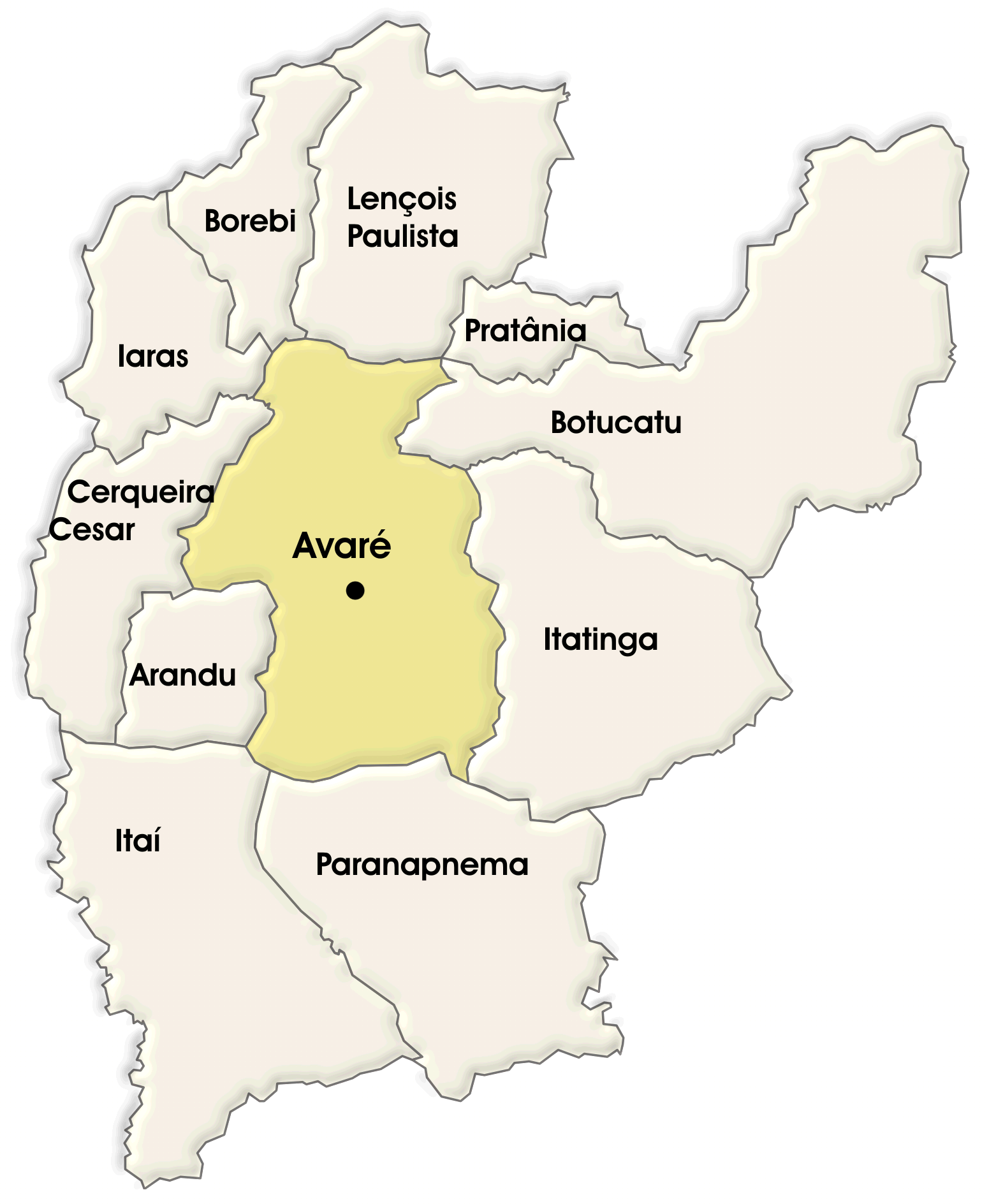
Municipios vecinos.

- Norte: Borebi, Lençóis Paulista, Iaras y Pratânia

- Sur: Itaí y Paranapanema

- Este: Botucatu e Itatinga

- Oeste: Cerqueira César y Arandu

### Otros datos
Fuente: IBGE
- Establecimientos de enseñanza preescolar (2004): 37
- Establecimientos de enseñanza fundamental (2004): 34
- Establecimientos de enseñanza media (2004): 12
- Establecimientos de enseñanza superior (2005): 4
- Hospitales: 2
- Pronto Socorro Municipal: 1
- Agencias bancarias: 8

### Hidrografía
- Río Paranapanema
- Rio Pardo
- Rio Novo
- Barragem de Jurumirim
- Represa de Jurumirim
- Usina Hidrelétrica do Rio Novo

### Proyección
| Año  | Población Avareense | Fuente |
| ---- | ------------------- | ------ |
| 2030 | 99 306              |        |
| 2040 | 105 881             |        |
| 2050 | 118 691             |        |
| 2060 | 123 056             |        |
| 2070 | 130 206             |        |
| 2080 | 136 817             |        |
| 2090 | 146 871             |        |
| 2100 | 149 664             |        |

## Transporte

### Aeropuerto
- Aeroporto de Avaré

### Autobuses
- Empresa Ônibus Manoel Rodrigues
- Empresa Ônibus Osastur

### Autovías
- SP-245 - Rodovia Salim Antonio Curiati
- SP-251 - Rodovia Chico Landi
- SP-255 - Rodovia João Mellão
- SP-280 - Rodovia Castelo Branco

## Economía
La economía gira en torno de la agricultura, ganadería, servicios y del turismo ubicado en los márgenes de la represa de Jurumirim. En agricultura fue considerada en los  años 30 como la capital nacional del algodón. Antes de la gran helada de 1975 fue un gran productor de café. La ganadería se encuentra muy desarrollada, a partir del año 2006 se han incrementado en gran medida las plantaciones de cítricos y de caña de azúcar por la instalación de dos fábricas de azúcar y de producción de alcohol para la fabricación de biocaburantes.

## Educación
Bien servida de óptimas escuelas, se destaca como un centro de enseñanza superior con 4 facultades instaladas. Diversos estudiantes de la región migran a la ciudad buscando calidad de vida y oportunidades para sus estudios.

### Fotos de Avaré

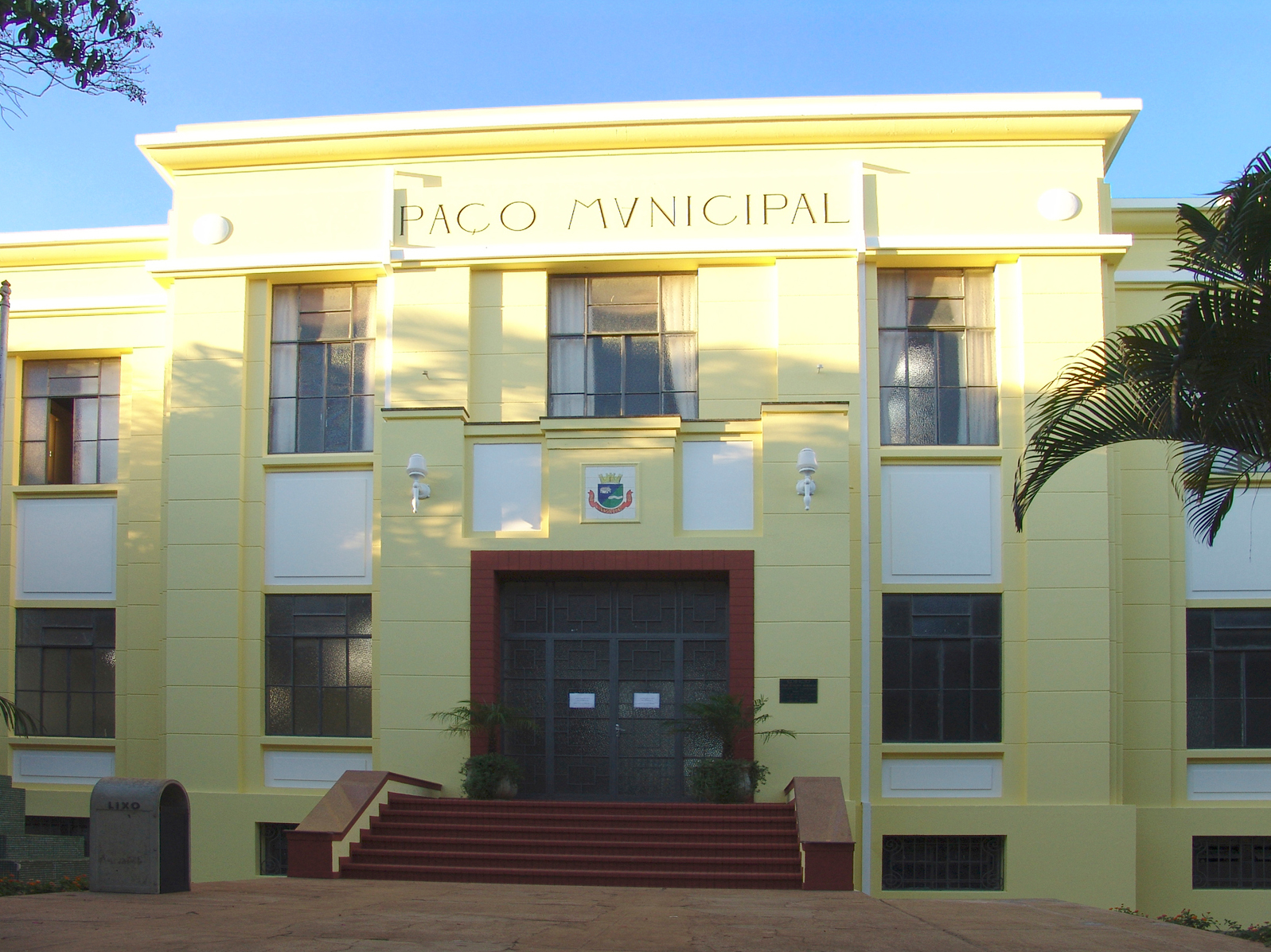
Palacio Municipal (Prefectura)
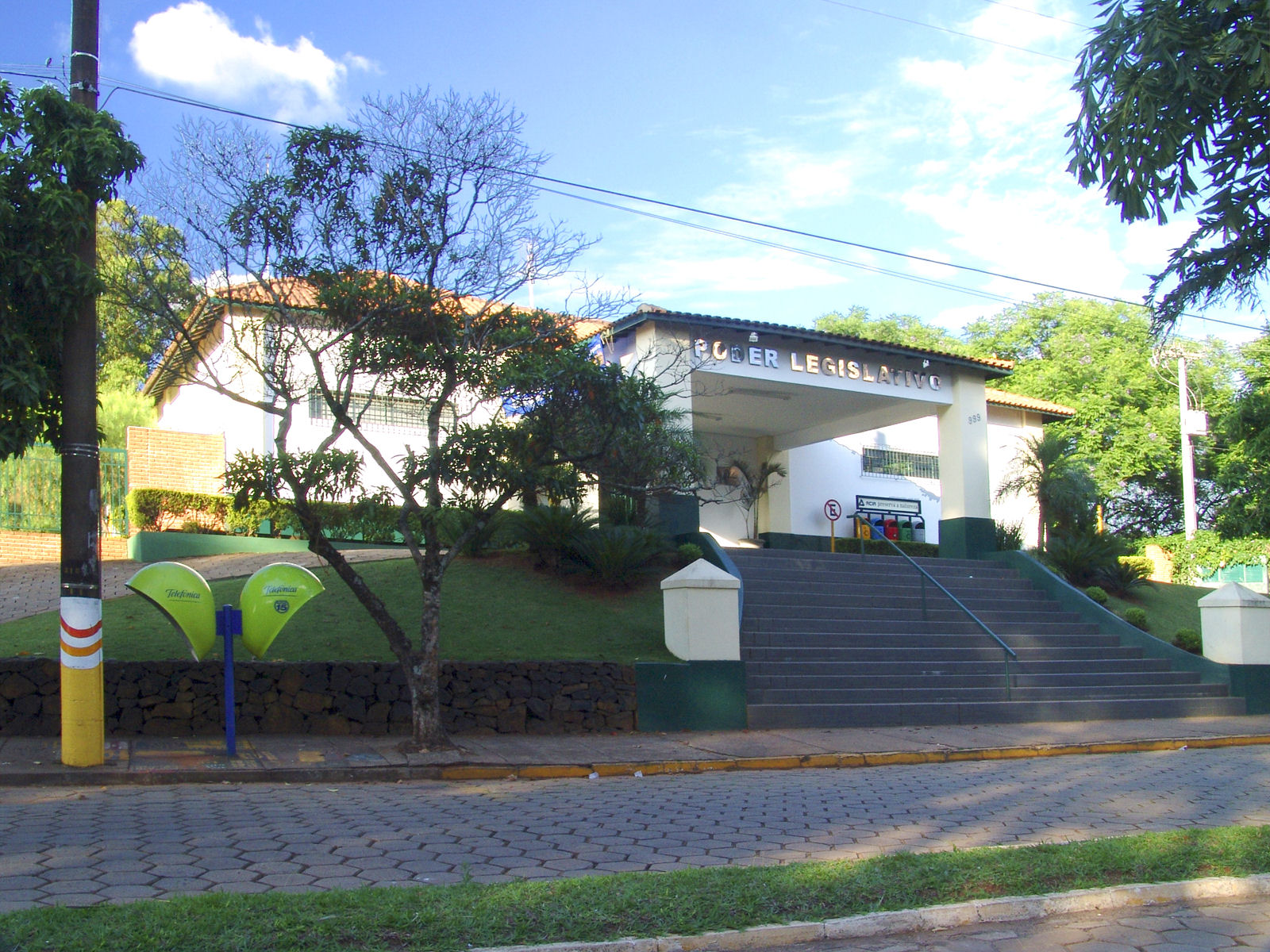
Cámara Municipal

- Wikimedia Commons alberga una categoría multimedia sobre Avaré.

### Fotos de agencias bancarias, instituciones, escuelas y empresas

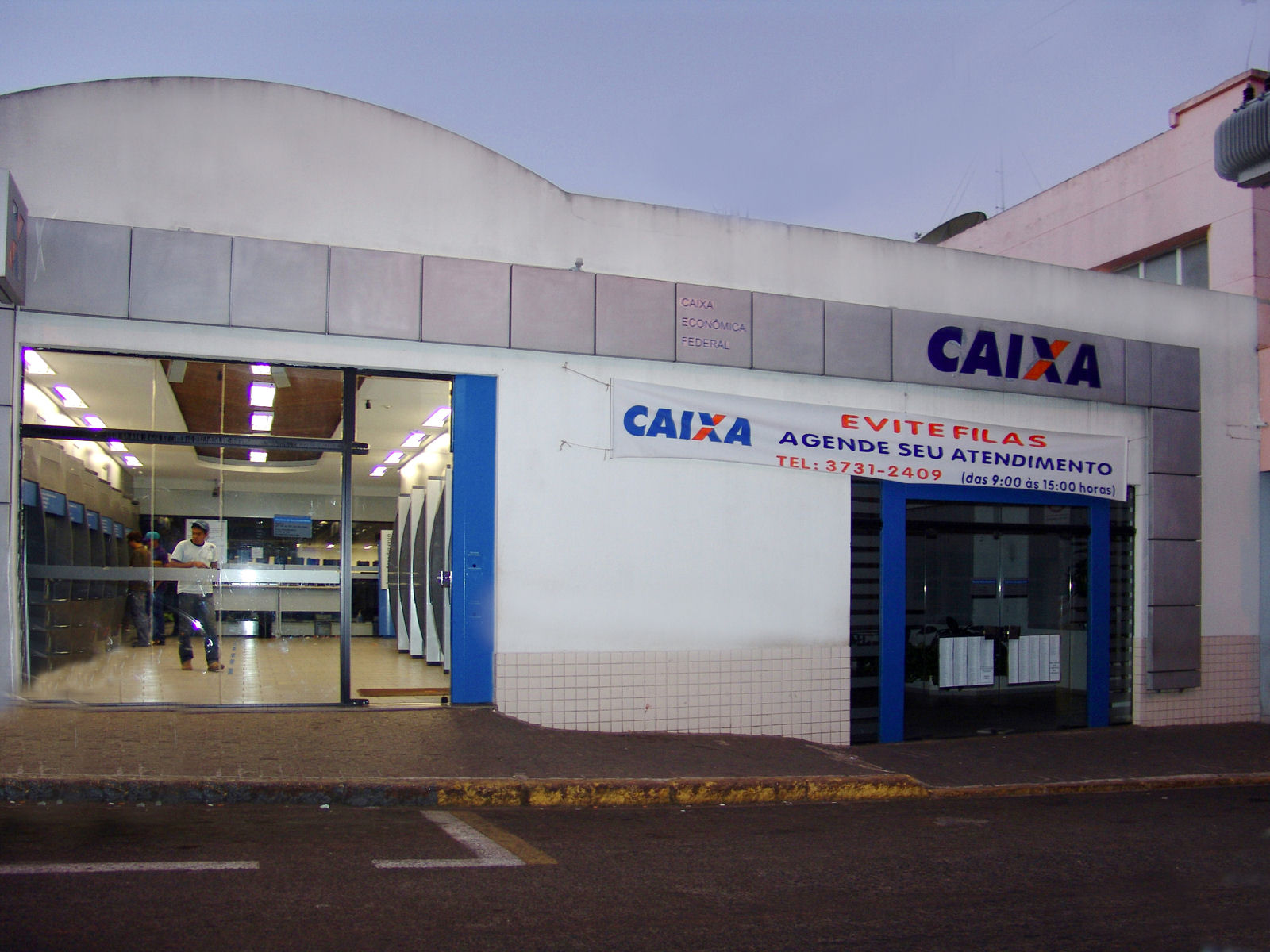
Agencia da Caixa Econômica Federal
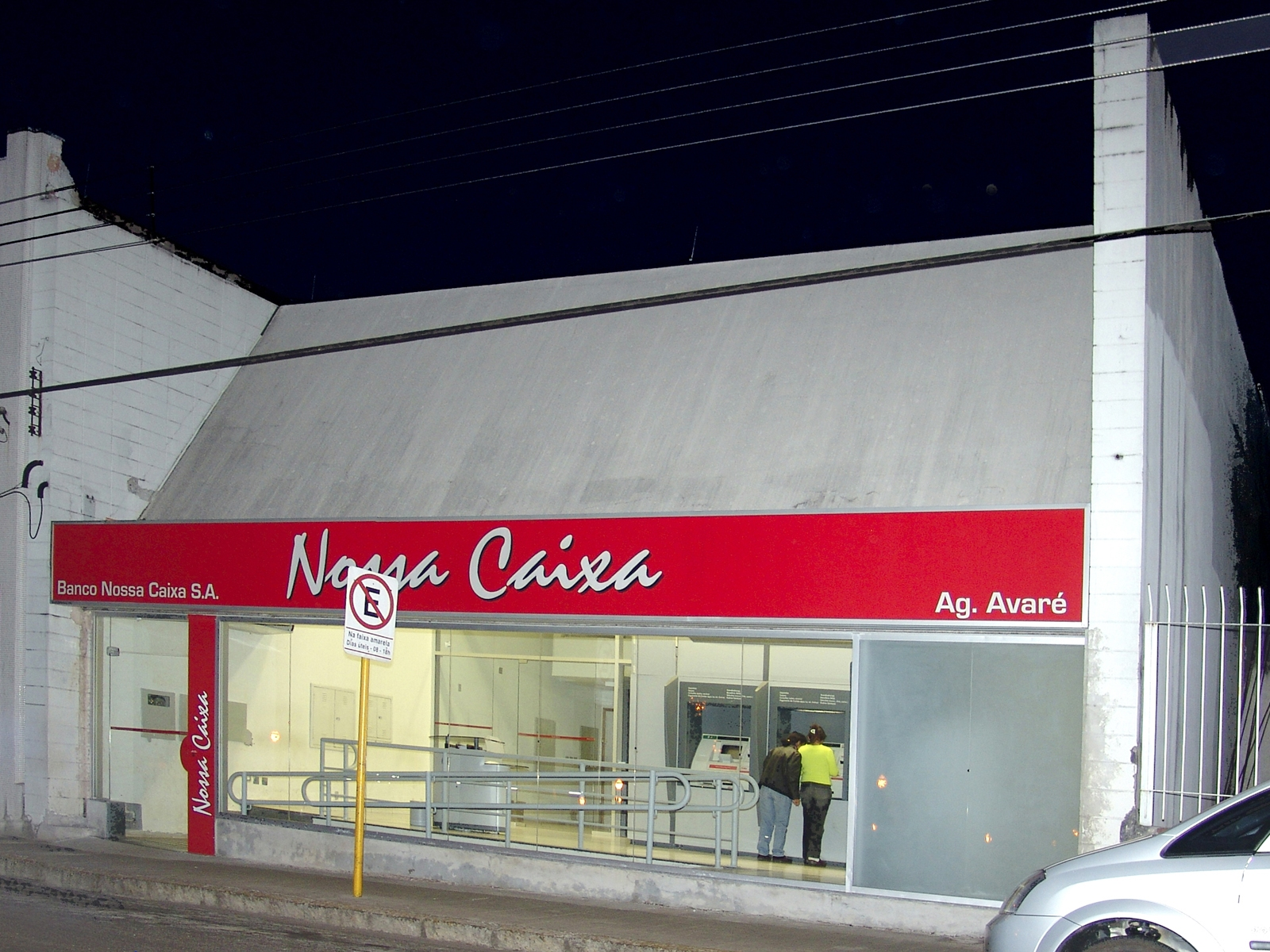
Agencia Nossa Caixa
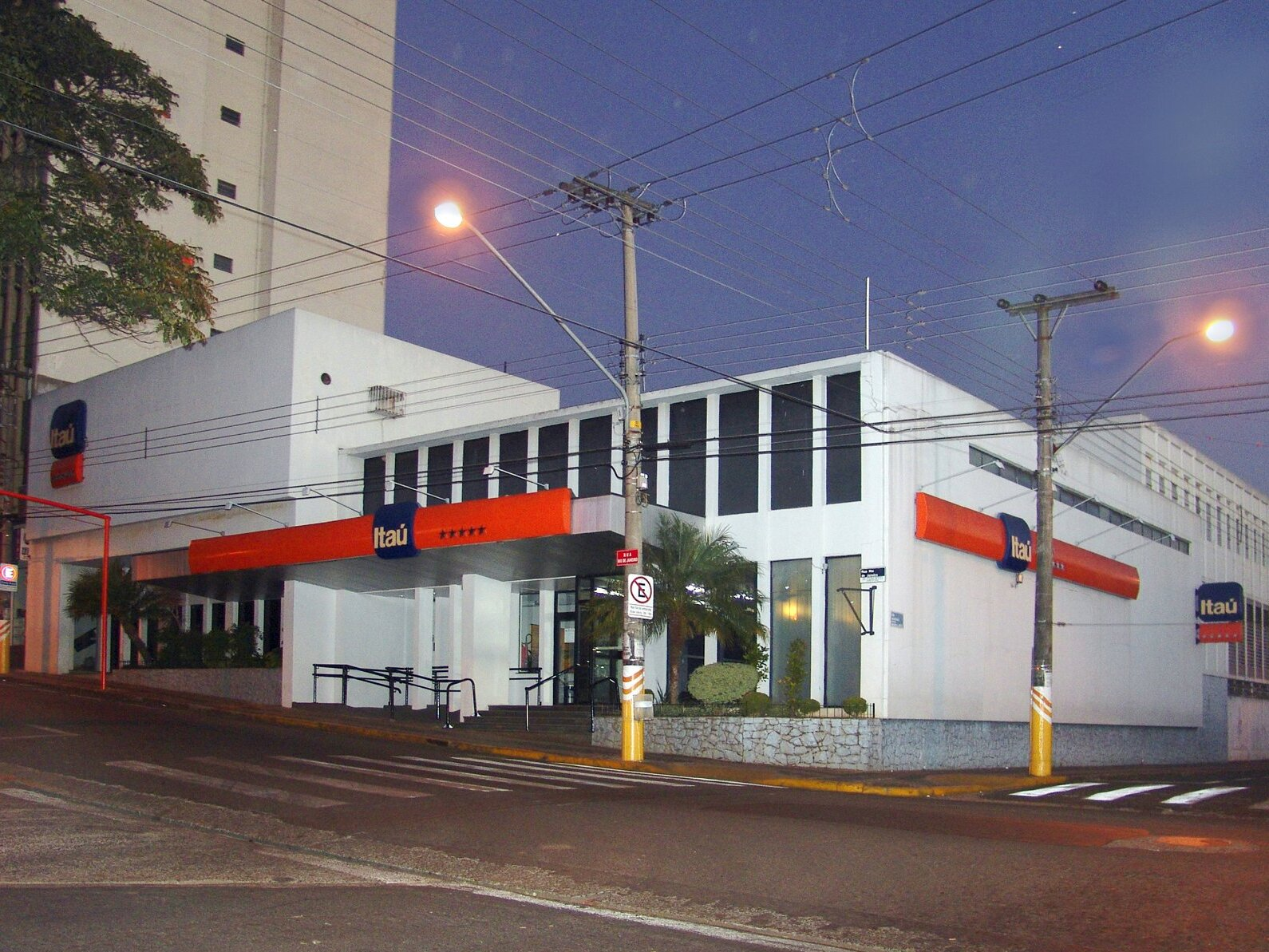
Agencia Banco Itaú
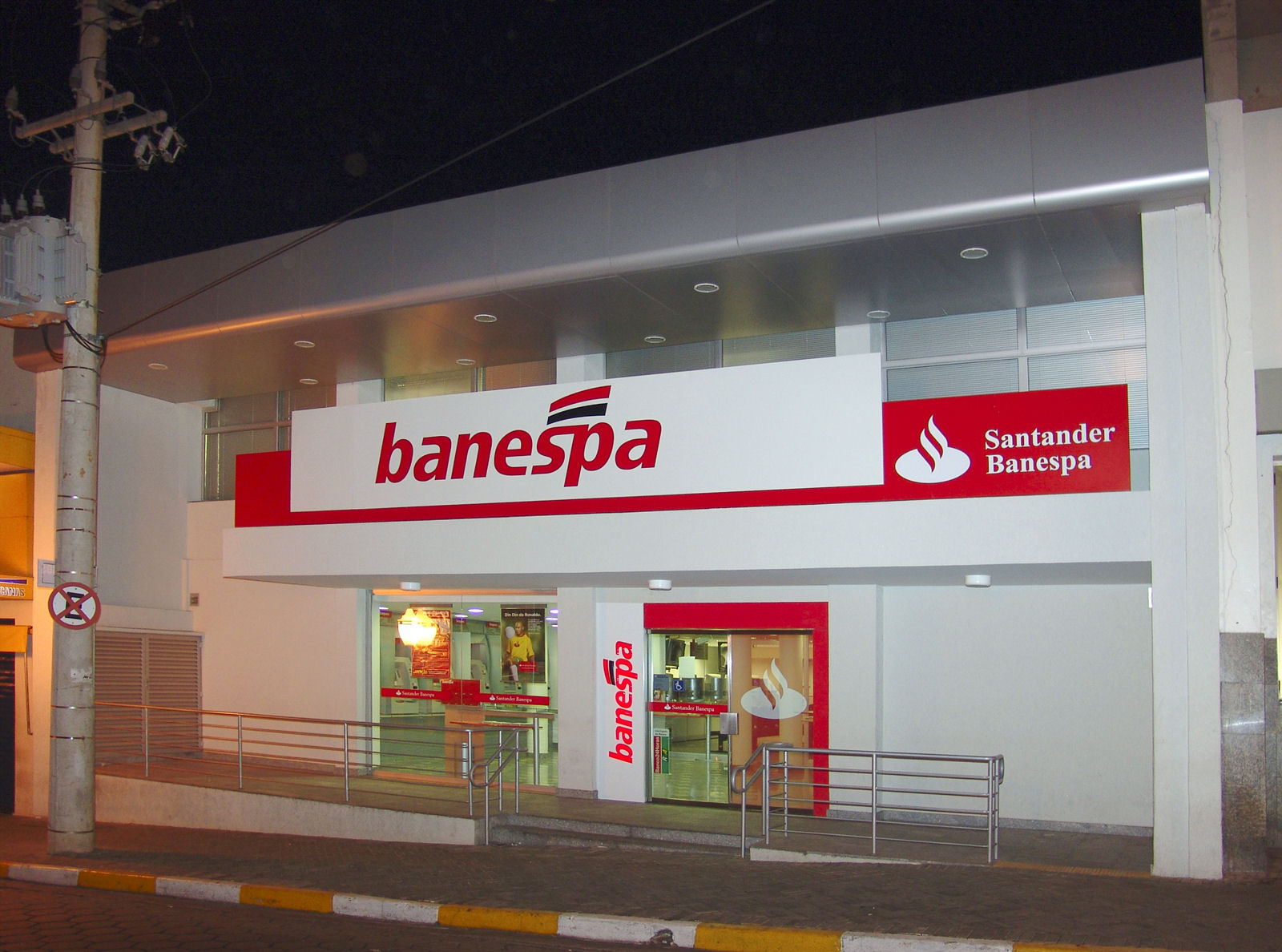
Agencia Banespa
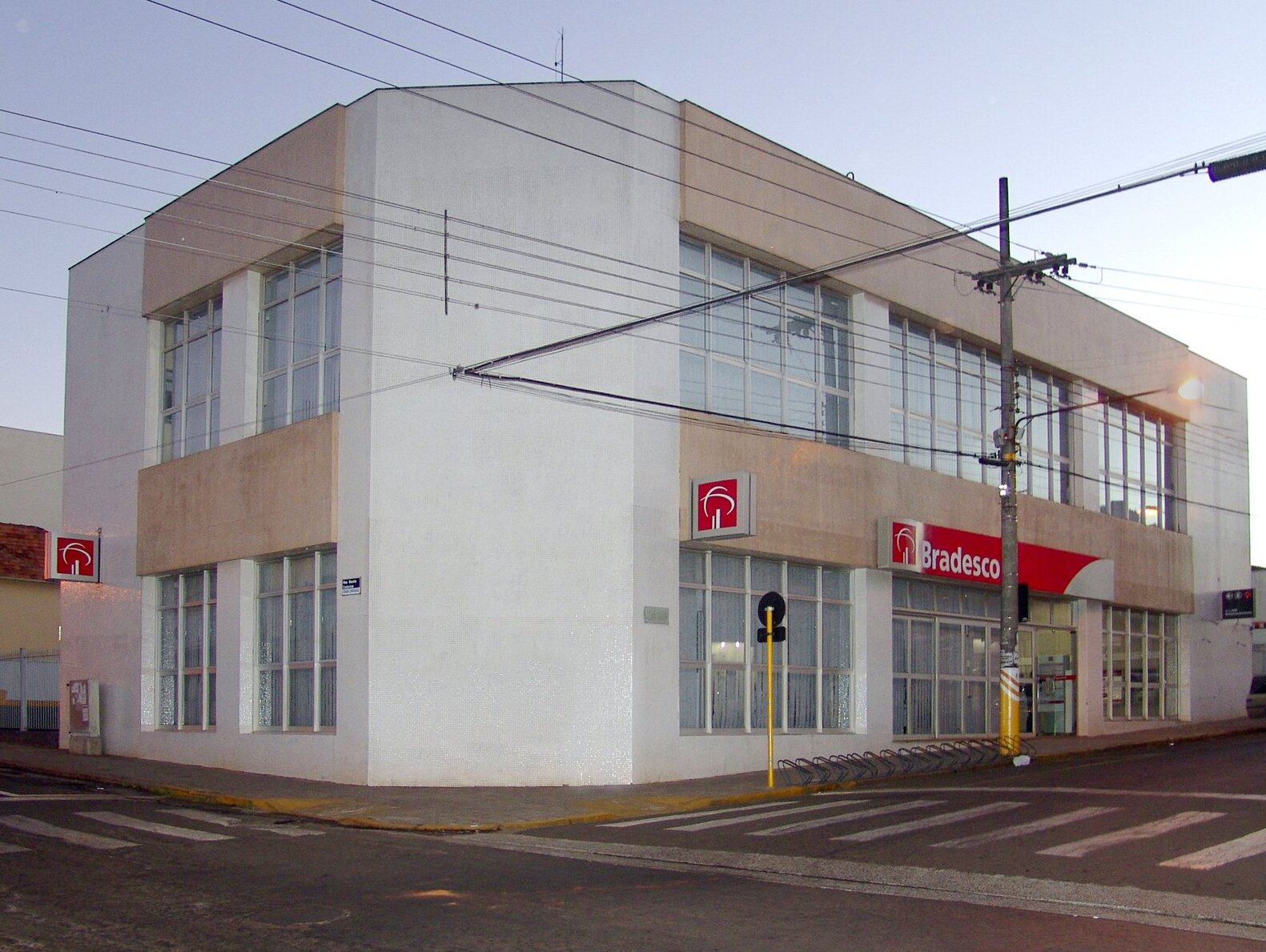
Agencia Bradesco
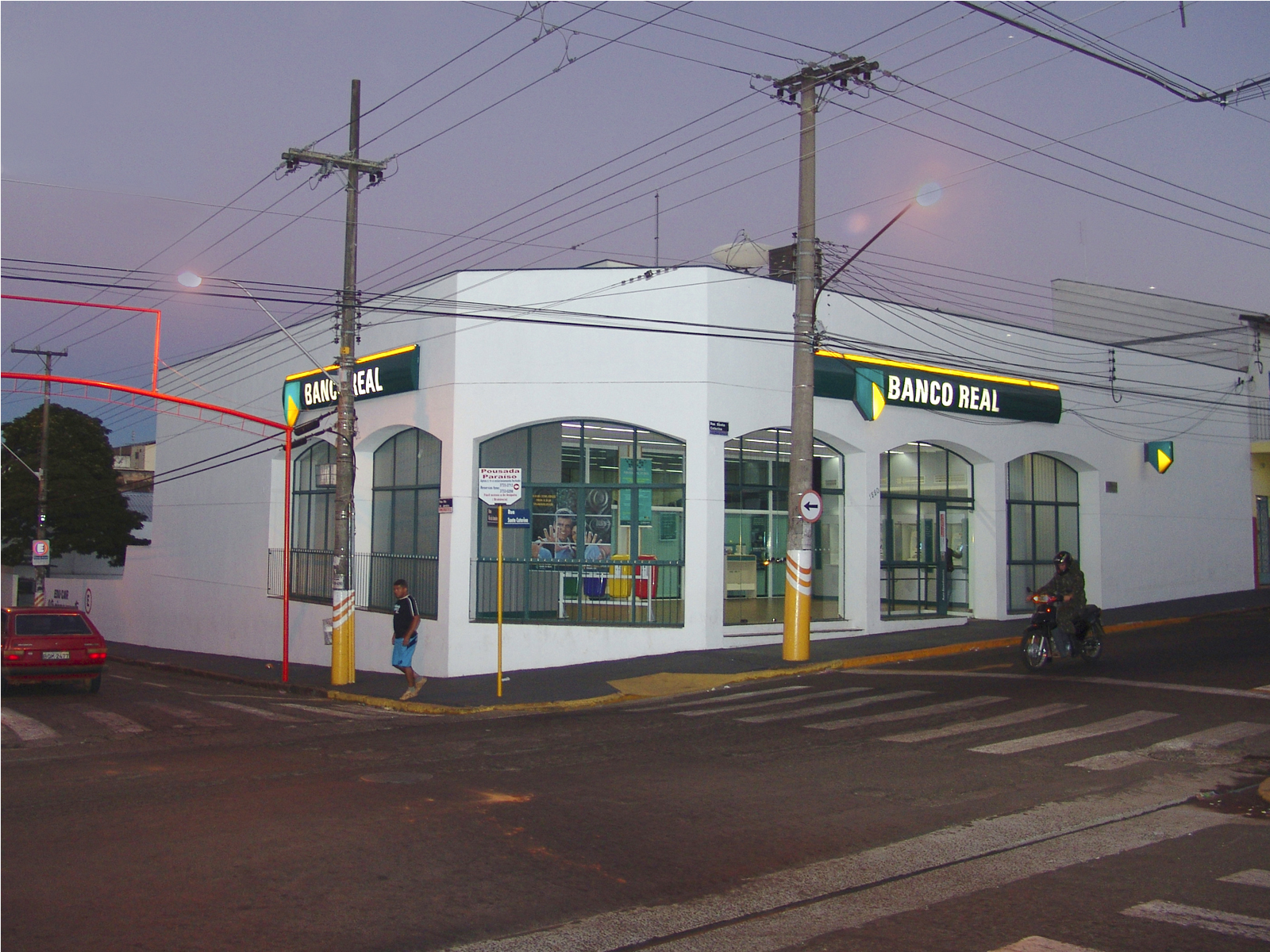
Agencia Banco Real
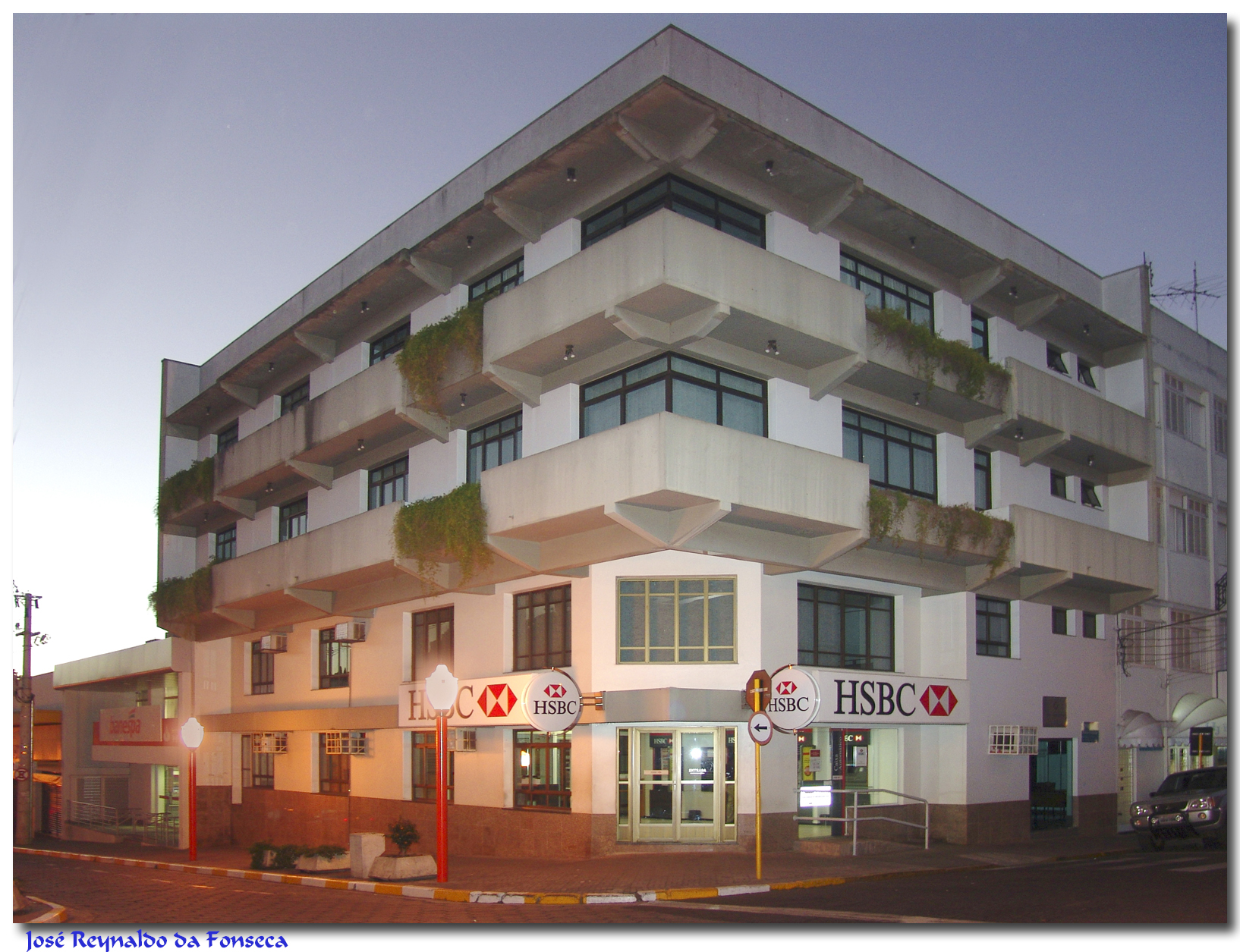
Agencia Banco HSBC
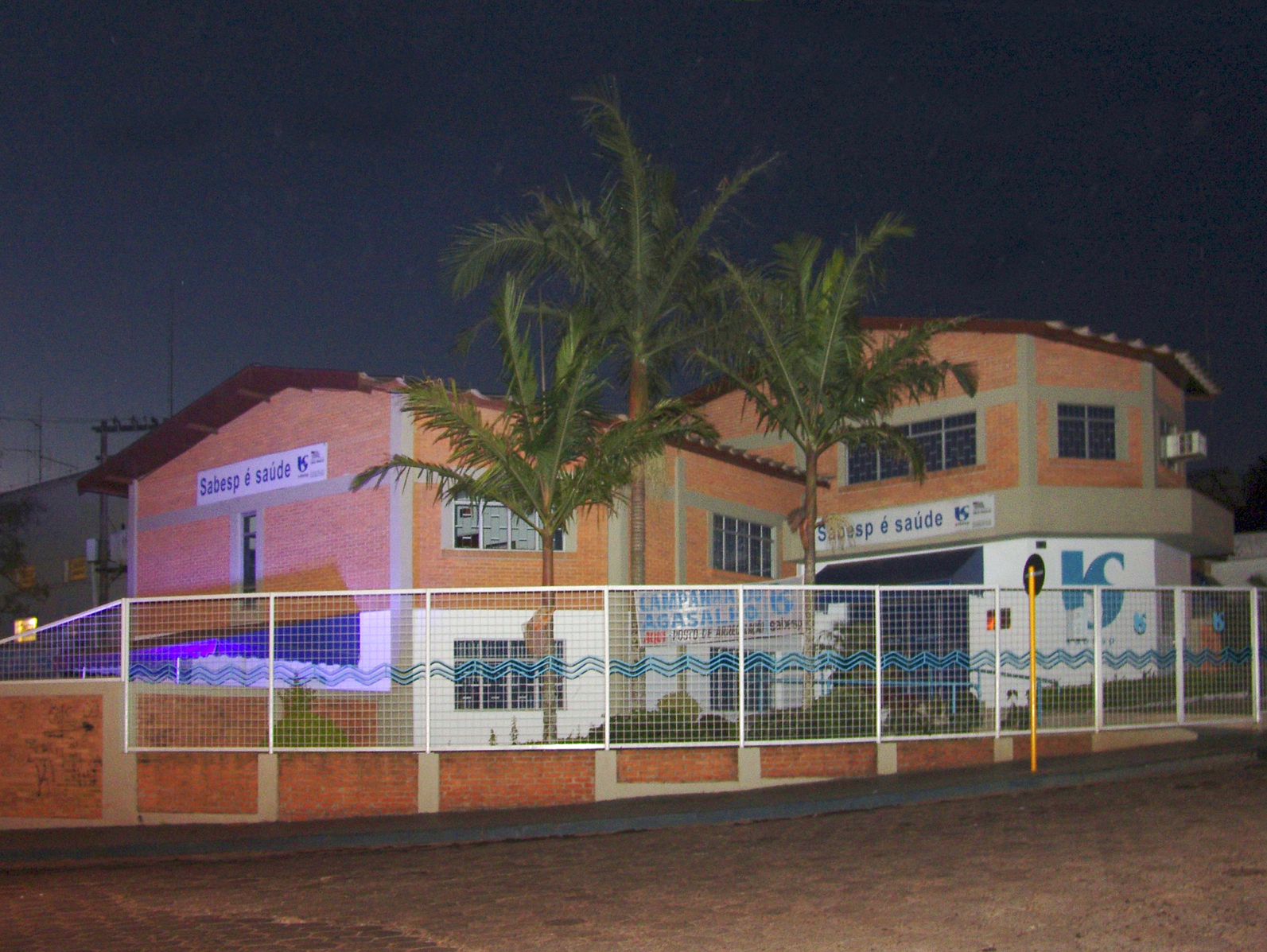
Oficinas Sabesp
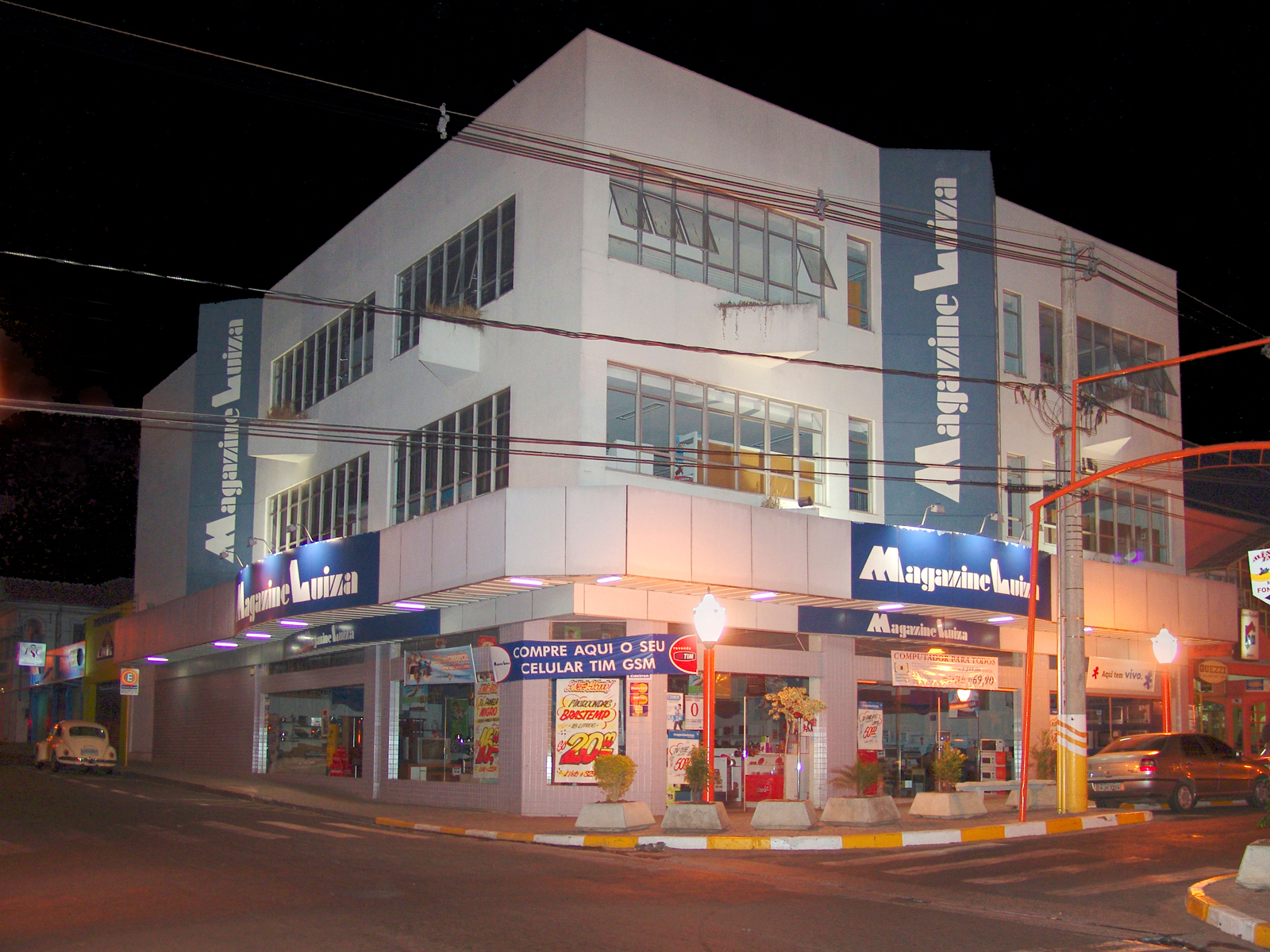
Filial Magazine Luiza
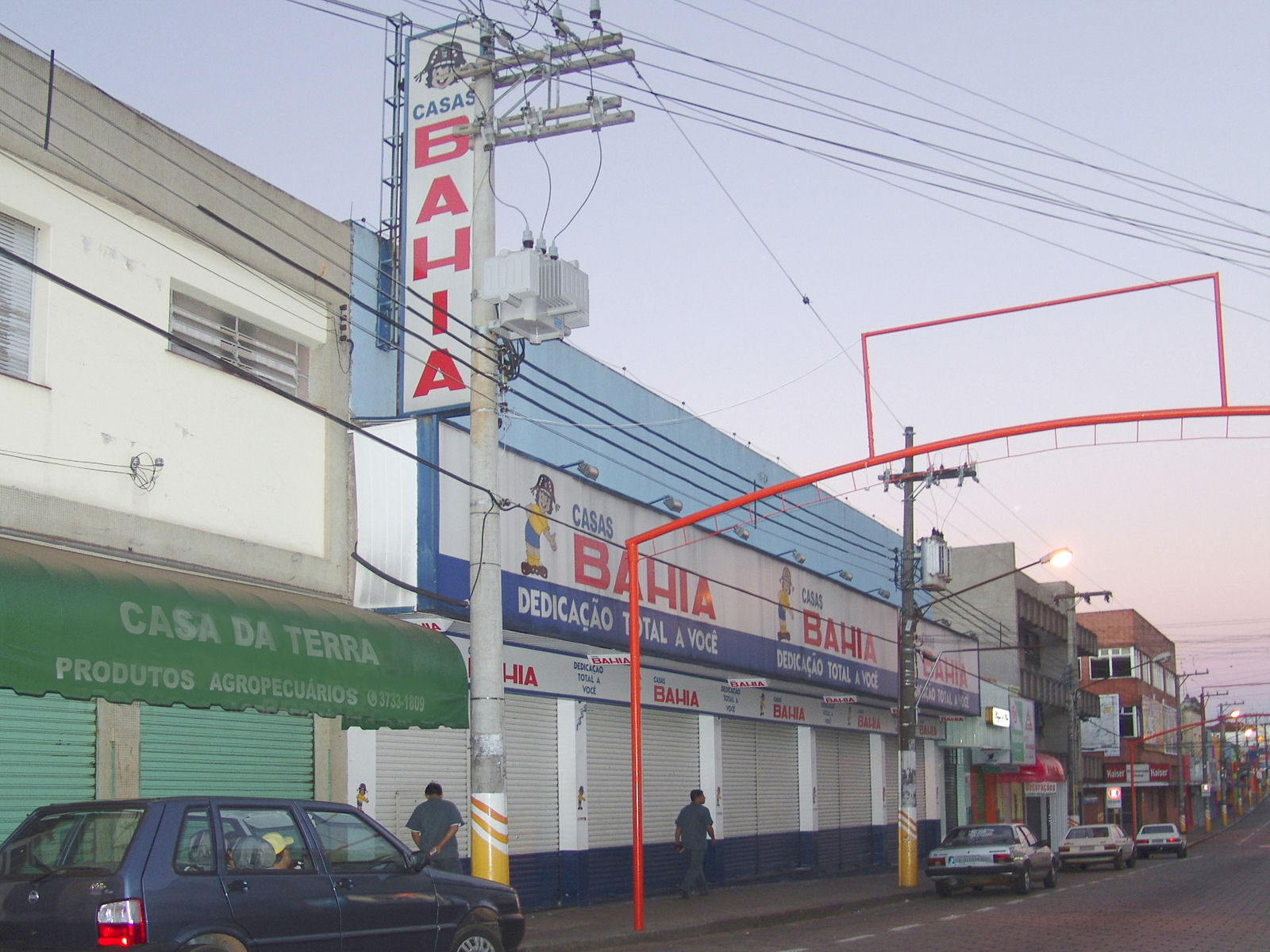
Filial Casas Bahia
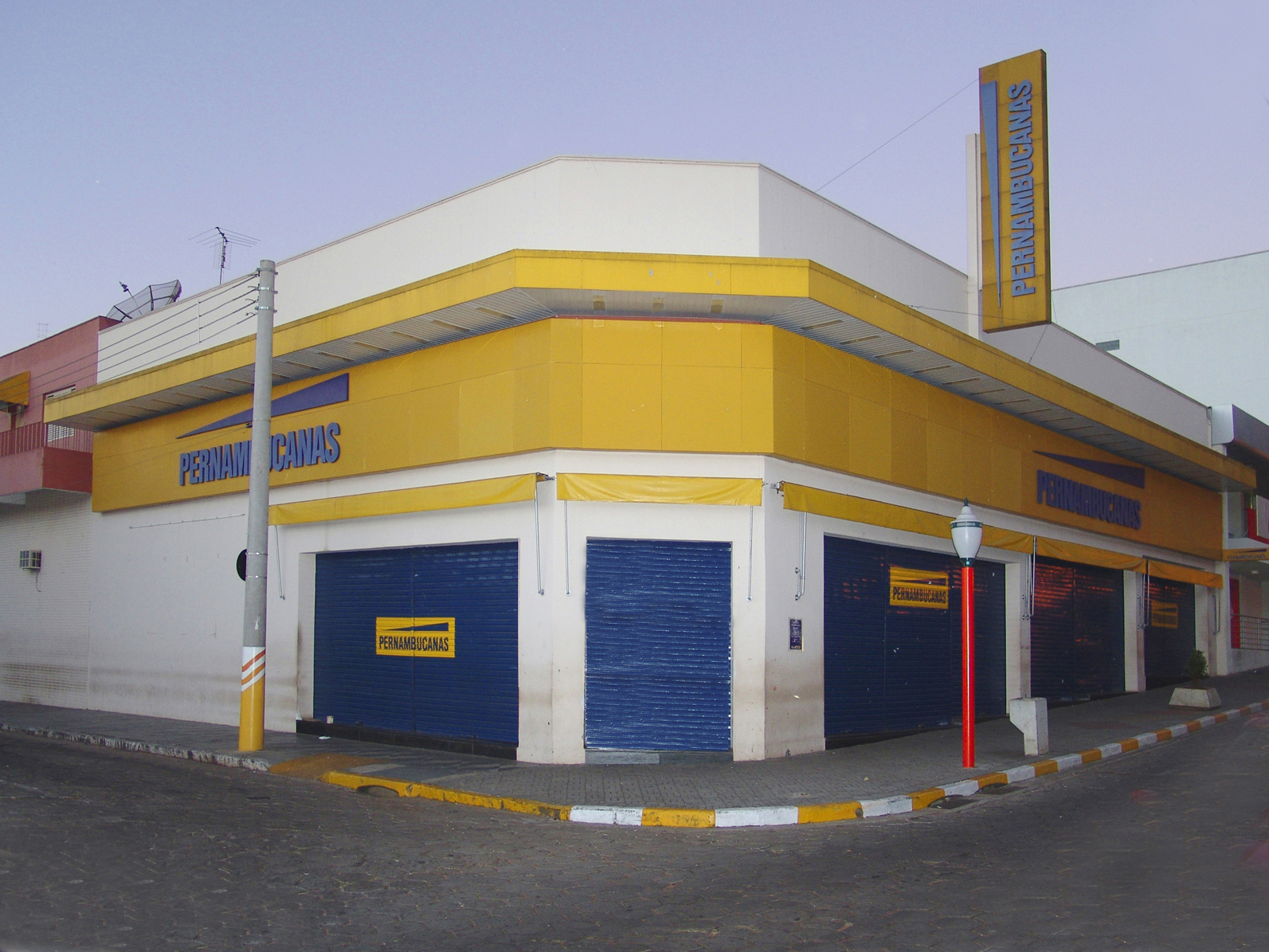
Tienda Pernambucanas
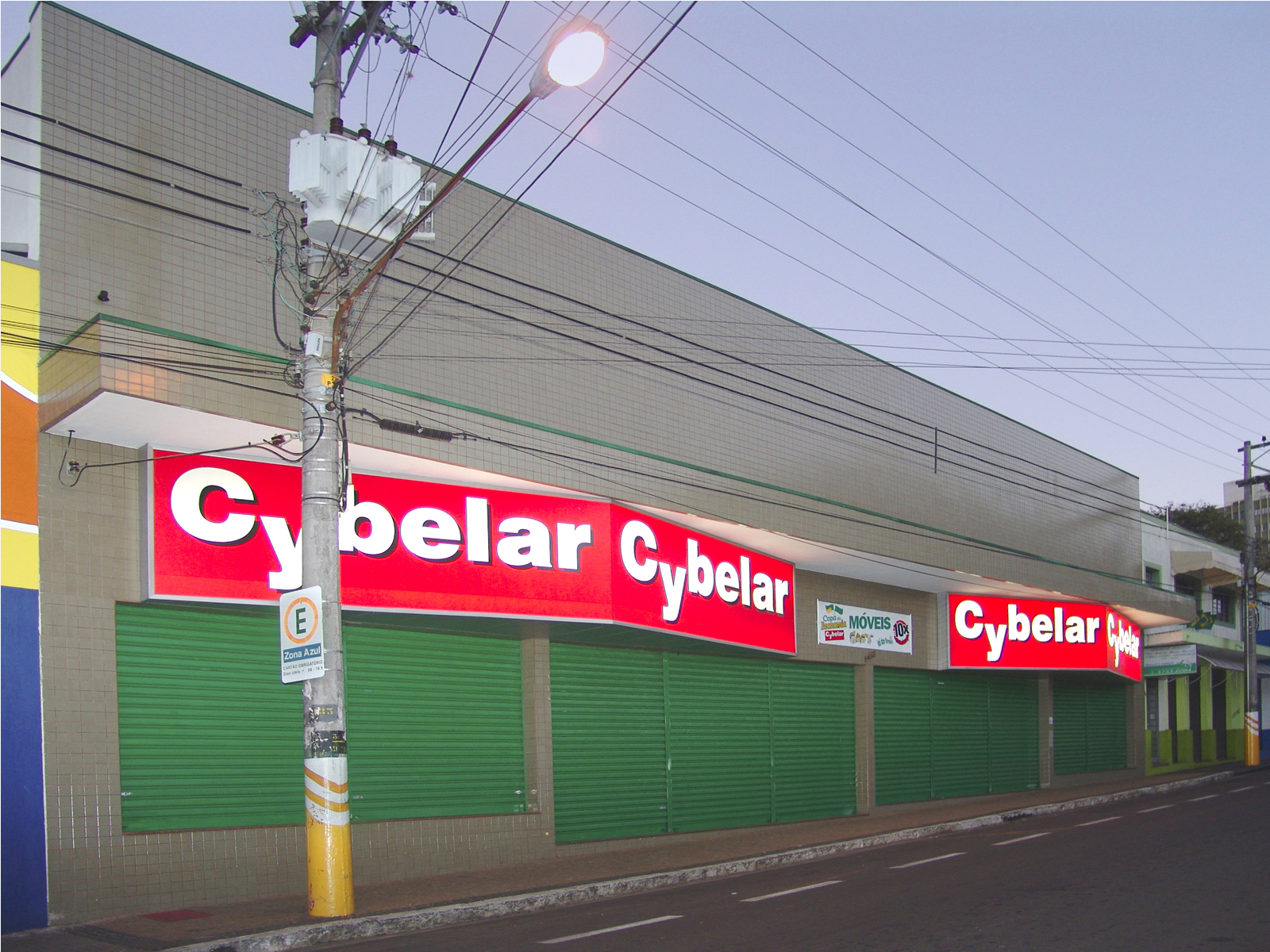
Filial Cybelar
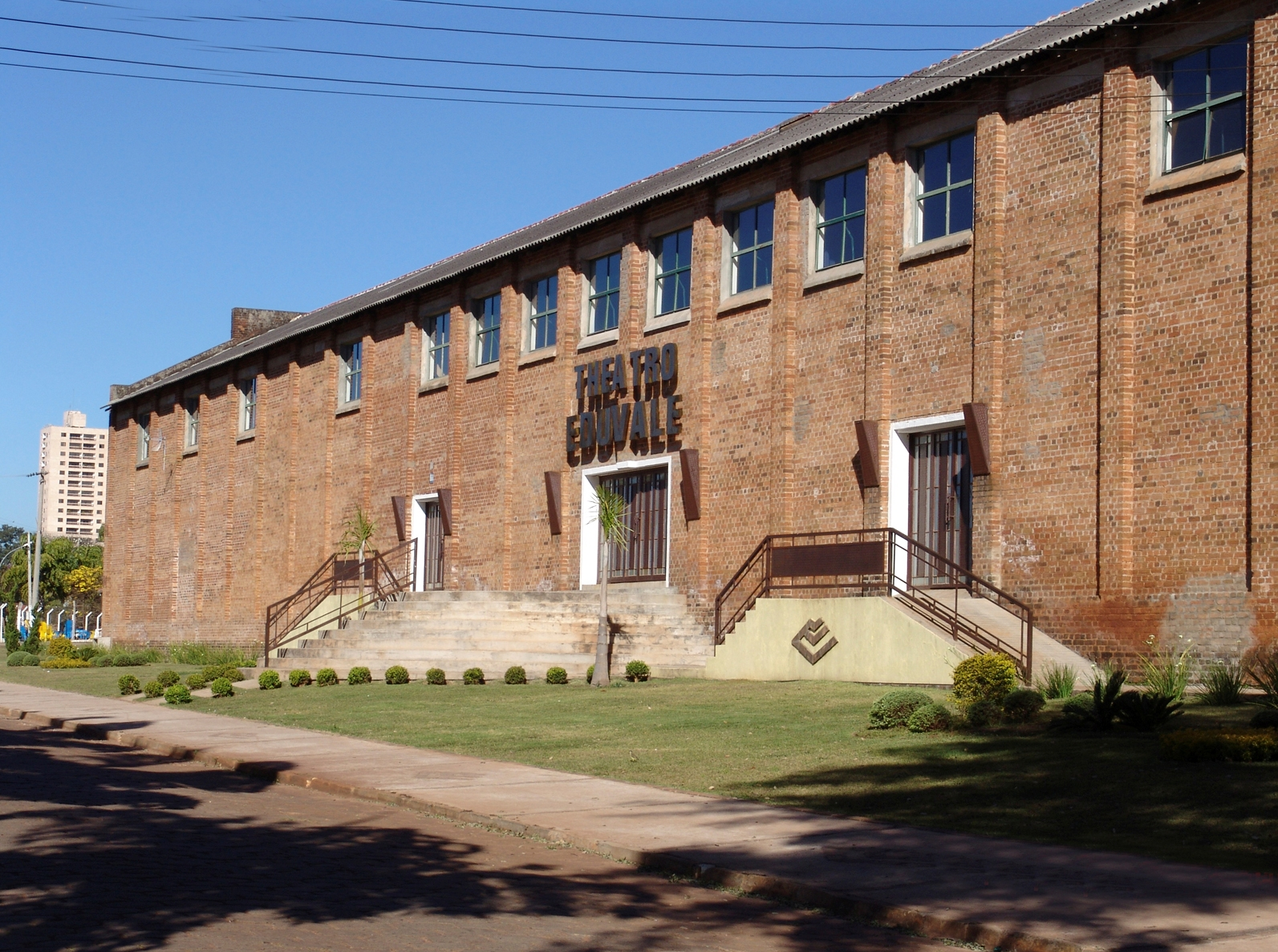
Facultad de Eduvale